# Jaded (Aerosmith)
Jaded è una canzone della hard rock band statunitense Aerosmith. Scritta dal cantante della band Steven Tyler e da Marti Frederiksen, venne pubblicata il 13 marzo 2001 come primo singolo del loro tredicesimo album Just Push Play.
La traduzione italiana che si avvicina di più alla parola Jaded è stanco o assuefatto; infatti Jaded significa che qualcuno ha provato talmente tante volte qualcosa da non recargli più alcun effetto.

## Video musicale
Nel video della canzone, diretto da Francis Lawrence, la ragazza Jaded è interpretata dall'attrice Mila Kunis.

## Tracce

### Jaded 670931
1. "Jaded [Album Version]" - [Tyler/Fredericksen] – 3:34
2. "Won't Let You Down" - [Tyler/Perry/Fredericksen/Hudson] – 3:36
3. "I Don't Want to Miss a Thing" - [Diane Warren] – 4:59

### Jaded 79555
1. "Jaded [Album Version]" - [Tyler/Fredericksen] – 3:34
2. "Jaded [Acoustic Mix]" - [Tyler/Fredericksen] – 3:34
3. "Angel's Eye" - [Tyler/Fredericksen] – 3:21
4. "Jaded [Guitars Mix] - [Tyler/Fredericksen] – 3:34
5. "Under My Skin" - [Tyler/Fredericksen] – 1:00

## Classifiche
| Classifica (2001)                          | Posizione massima |
| ------------------------------------------ | ----------------- |
| Austria (Ö3 Austria Top 40)                | 47                |
| Brazilian Singles Chart (PMB)              | 8                 |
| Canada (Nielsen SoundScan)                 | 6                 |
| Classifica non riconosciuta German2        | 48                |
| Italy (Top Singoli)                        | 11                |
| Netherlands (Dutch Charts)                 | 17                |
| New Zealand (The Official NZ Music Charts) | 41                |
| Polish Singles Chart                       | 24                |
| Spain (PROMUSICAE)                         | 18                |
| Sweden (Sverigetopplistan)                 | 42                |
| Switzerland (Schweizer Hitparade)          | 30                |
| UK Singles (Official Charts Company)       | 13                |
| US Billboard Hot 100                       | 7                 |
| US Pop Songs (Billboard)                   | 6                 |
| US Adult Pop Songs (Billboard)             | 6                 |
| US Latin Pop Songs (Billboard)             | 30                |